# Ugny-le-Gay
Ugny-le-Gay – miejscowość i gmina we Francji, w regionie Hauts-de-France, w departamencie Aisne.
Według danych na styczeń 2014 roku gminę zamieszkiwało 170 osób, a gęstość zaludnienia wynosiła 28,7 osób/km².